# Gödöllő HÉV-állomás
Gödöllő HÉV-állomás egy HÉV-állomás Gödöllő településen, a MÁV-HÉV Helyiérdekű Vasút Zrt. (MÁV-HÉV) üzemeltetésében; a gödöllői HÉV-vonal külső végállomása. A belváros délkeleti részén helyezkedik el, közvetlenül a 3104-es út, illetve a Budapest–Sátoraljaújhely-vasútvonal Gödöllő vasútállomása mellett, de a közvetlen közelében található a Magyar Agrár- és Élettudományi Egyetem kampusza is.

## Forgalom
| Járat | Útvonal | Gyakoriság       |
| ----- | --- | ---------------- |
|       | Örs vezér tere – Rákosfalva – Nagyicce – Sashalom – Mátyásföld, repülőtér – Mátyásföld, Imre utca – Mátyásföld alsó – Cinkota – Ilonatelep – Kistarcsa, kórház – Kistarcsa – Zsófialiget – Kerepes – Szilasliget – Mogyoród – Szentjakab – Gödöllő, Erzsébet park – Gödöllő, Szabadság tér – Gödöllő, Palotakert – Gödöllő | 10-60 percenként |
|       | Gödöllő → Gödöllő, Palotakert → Gödöllő, Szabadság tér → Gödöllő, Erzsébet park → Mogyoród → Szilasliget → Kerepes → Cinkota → Mátyásföld alsó → Mátyásföld, Imre utca → Mátyásföld, repülőtér → Sashalom → Nagyicce → Rákosfalva → Örs vezér tere                                                                         | Munkanap reggel  |

## Megközelítés tömegközlekedéssel
- Vasút:   S80   G80  InterRégió, expresszvonat
- Helyi és elővárosi busz:  440, 441, 442, 444, 446, 447, 448, 465, 466, 470, 472, 473
- Távolsági busz:  1076, 1077, 1078
- Éjszakai busz:  992